# Mücahit Can Akçay
Mücahit Can Akçay (* 13. April 1998 in Ankara) ist ein türkischer Fußballspieler.

## Karriere

### Verein
Akçay begann mit dem Vereinsfußball 2010 in der Jugend von Gençlerbirliği Ankara. Zur Saison 2016/17 wechselte er als Profispieler zum Erstligisten Konyaspor. Hier spielte er eine halbe Saison für die Reservemannschaft und gehörte die Rückrunde dem Profikader an. Bis zum Saisonende absolvierte er eine Pokalpartie. Für die Saison 2017/18 wurde Akçay an den Drittligisten Anadolu Selçukspor, den Zweitverein Konyaspors, ausgeliehen. Für diesen erzielte er in 33 Ligaspielen 17 Tore und war damit einer der erfolgreichsten Torschützen der Liga.

### Nationalmannschaft
Akçay startete seine Länderspielkarriere im September 2012 mit einem Einsatz für die Türkische U-15-Nationalmannschaft.
Mit der Türkische U-16-Nationalmannschaft nahm er am Ägäis-Pokal teil und wurde Turnierzweiter. 2018 wurde er für das Turnier von Toulon in den Kader der Türkischen U-20-Nationalmannschaft nominiert und absolvierte im Turnierverlauf vier Begegnungen. Mit seiner Mannschaft wurde er Turnierdritter.

## Erfolge
Mit der türkischen U-16-Nationalmannschaft
- Zweiter im Ägäis-Pokal: 2015

Mit der türkischen U-20-Nationalmannschaft
- Dritter im  Turnier von Toulon: 2018